# Municipio de Tunkás
El municipio de Tunkás es uno de los 106 municipios del estado mexicano de Yucatán. Su cabecera municipal es la localidad homónima de Tunkás.

## Toponimia
El nombre del municipio, Tunkás, significa en lengua maya, Cerco de piedras. El vocablo Tun, significa piedra y kas, barda, albarrada.

## Colindancia
El municipio de Tunkás se ubica en la región centro del estado, estando la cabecera municipal a 86 kilómetros de distancia de la ciudad de Mérida, Yucatán, en dirección suroeste. Colinda al norte con Tekal de Venegas y Cenotillo, al sur con Sudzal, al oriente con el municipio de Quintana Roo y Cenotillo y al poniente también con Sudzal e Izamal.

## Datos históricos
Tunkás, “cerco de piedras”, perteneció al cacicazgo de los Cupules en la época prehispánica.
Se hace referencia al lugar en el Chilam Balam de Chumayel.
- 1735: Estuvo a cargo del lugar como encomendero Diego Ramón del Castillo a cargo de 278 indígenas.
- 1825: Fue pueblo del Partido de Valladolid.
- 1918: Se erigió en municipio libre.

## Economía
Tunkás es un municipio en el que se cultivó casi exclusivamente el henequén. En la actualidad además del henequén residual de sus campos se cultiva el maíz, el frijol, el chile junto con otras hortalizas. También cuenta la población municipal con la cría de ganado bovino y de la avicultura para su sustento. También se fabrican artesanías y se confecciona ropa de algodón.
Una parte importante de la población emigra para ofrecer sus servicios en las poblaciones turísticas del vecino estado de Quintana Roo, como Cancún, Tulum y Playa del Carmen o parten hacia los Estados Unidos de Norteamérica. En las ciudades de Inglewood y Santa Ana, California se encuentran importantes concentraciones de emigrantes de Tunkás.

## Atractivos turísticos
- Arquitectónicos: El templo de Tunkás en el que se venera a Santo Tomás, que se encuentra en la cabecera municipal.

- Arqueológicos: Hay yacimientos arqueológicos en varios puntos del municipio.

- Cenotes: Hay varios cenotes en el municipio. Se ha impulsado recientemente con éxito la actividad turística en cuatro de ellos, llamados X’tekdzonot, Mumundzonot, Lukun Chan y Chan X’azul.[5]

- Fiestas Populares:
  - Del 20 al 24 de diciembre se realiza las festividades en honor a Santo Tomas Apóstol, patrono del pueblo
  - Del 30 de enero al 2 de febrero se realiza una feria a la que asisten visitantes de otros municipios en la que se organizan corridas de toros y las tradicionales vaquerías.